# Insula Gaya

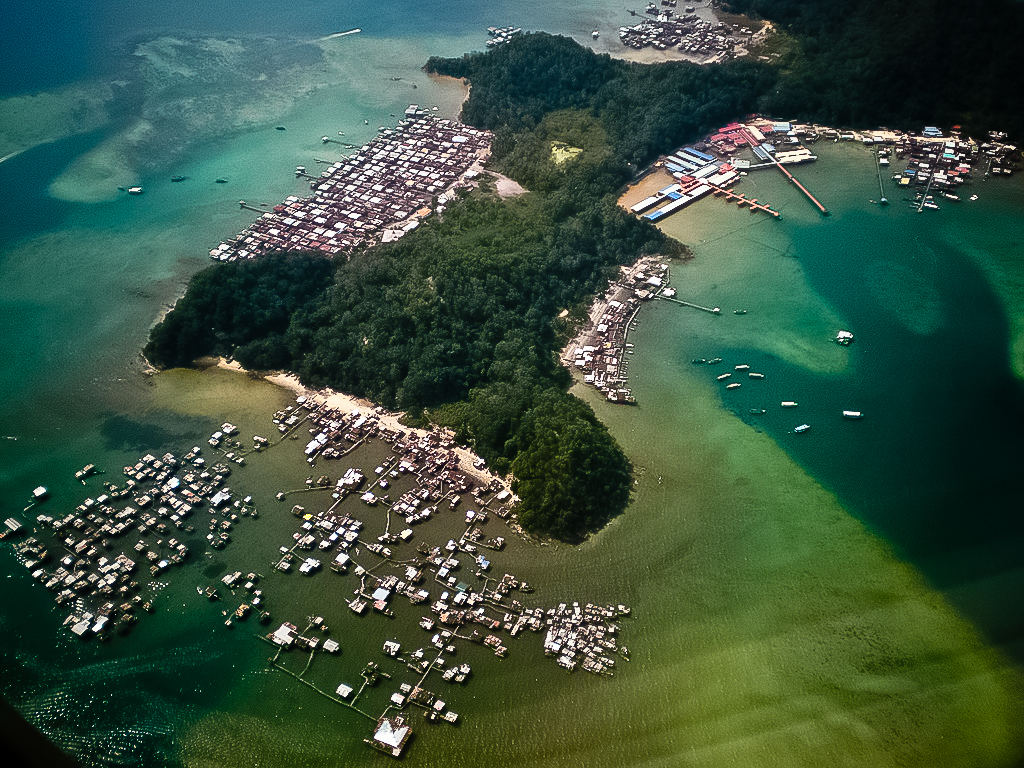
Gaya Insulă.

Insula Gaya este o insulă malaeziană de 1,465 ha, la doar 10 minute în afara Kota Kinabalu, Sabah și face parte din Tunku Abdul Rahman Park. Pulau Gaya derivat din numele Bajau și cuvântul "Gayo", care înseamnă mare, ocupă o suprafață de 15 km² (3,700 acri), cu o altitudine de până la 300 de metri.